# منهج الفعل العقلاني
منهج الفعل العقلاني هو إطار تكاملي من أجل التنبؤ (وتغيير) السلوكات الاجتماعية للبشر. ينص منهج الفعل العقلاني على أن المواقف من السلوك والمعايير المُدركة والتحكم السلوكي المُدرك تحدد نوايا الناس، وتتنبأ نواياهم بأفعالهم.

## التاريخ
منهج الفعل العقلاني هو النسخة الأخيرة من الأفكار النظرية لمارتين فيشبين وآيسك إجزين تابعة بذلك نظرية الفعل العقلاني ونظرية السلوك المُخطط. أدّت هذه الأفكار النظرية منذ عام 1975 إلى أكثر من ألف دراسة تجريبية نُشرِت في مجلات علم السلوك.

## نموذج
يُحدَّد السلوك بالنية ويُلطَّف بالتحكم الفعلي. تُحدَّد النية بالموقف والمعايير المُدرَكة والتحكم السلوكي المُدرك. يؤثر التحكم السلوكي المُدرك على السلوك بصورة مباشرة وغير مباشرة عبر النية. يعطي التحكم الفعلي تغذية راجعة للتحكم المُدرَك. يؤدي السلوك إلى إعطاء تغذية راجعة للمعتقدات الكامنة وراء المُحدِّدات الثلاثة للنية. تُعامَل كل التأثيرات المحتملة على السلوك، ولا تكون ضمن النموذج كمتغيرات في الخلفية ويفترض أن تتوسّط لها المُحدِّدات في النموذج.

## مفاهيم
يستخدم منهج الفعل العقلاني عددًا من المفاهيم، في الأسفل تعريف مختصر لكل واحد منها:
- السلوكات: تتألف الأحداث القابلة للرصد من 4 عناصر هي: الفعل الذي يجري القيام به والهدف الذي يُوجّه إليه الفعل والسياق الذي أُجرِي فيه والوقت الذي أُجرِي فيه.
- النوايا: تقدير الشخص لاحتمالية (أو أرجحية) قيامه بسلوك معين.
- التحكم السلوكي المَدرَك: إدراك الناس لدرجة قدرتهم أو تحكمهم بالقيام بسلوك معين.
  - السعة: الاعتقاد أن شخصًا ما يكون قادرًا على القيام بالسلوك (يمكن مقارنته مع مفهوم ألبيروت باندورا للكفاءة الذاتية)، الاستقلالية: الدرجة المُدرَكة من التحكم بالقيام بالسلوك. 
  - التحكم الفعلي: المهارات والقدرات ذات الصلة بالإضافة إلى العوائق والمُسهِّلات للقيام بالسلوك.
- الموقف: النزعة أو الميل الكامن للاستجابة مع وجود درجة معينة من التفضيل أو عدم التفضيل لشيء نفسي.
  - المجال الوسيلي: النتائج الإيجابية أو السلبية المتوقَعة.
  - المجال التجريبي: التجارب الإيجابية أو السلبية المدركَة.
- المعيار المُدرّك: الضغط الاجتماعي المُدرَك للقيام أو عدم القيام بسلوك معين.
  - المعيار التحذيري: التصورات المتعلقة بما يجب أن يحدث أو سوف يحدث.
  - المعيار الوصفي: التصورات حول ما إذا كان الآخرون سيقومون أو لن يقوموا بالسلوك.

يُبنى الموقف والمعيار المدرَك والتحكم السلوكي المدرَك على معتقدات هي: المعتقدات السلوكية والمعتقدات المعيارية ومعتقدات التحكم. الموقف هو نتيجة قوة المعتقدات السلوكية التي تعكس النتائج الإيجابية والسلبية (والخبرات) للسلوك، يُضرَب كل منها بتقييمات النتيجة من ناحية جيدة وسيئة. المعيار المدرَك هو نتيجة قوة المعتقدات التحذيرية فيعكس توقعات الآخرين ذوي الصلة الموجودين في البيئة، يُضرَب كل منها بحافز الامتثال لهذه التوقعات والمعتقدات الوصفية التي تعكس سلوكات الآخرين ذوي الصلة، يُضرب كل منها بدرجة التطابق مع الآخرين. التحكم السلوكي المدرَك هو نتيجة قوة معتقدات التحكم التي تعكس المهارات والعوائق والمسهلات المدرَكة، يُضرَب كل منها بدرجة قوة التحكم بهذه العوامل. يجب أن تحدد هذه المعتقدات الكامنة عبر إجراء توضيح يدمج طرائق البحث الكمية والنوعية.

## القياسات
يمكن أن تقاس المفاهيم في منهج الفعل العقلاني بصورة مباشرة وغير مباشرة عبر المعتقدات الضمنية.

### القياس المباشر
هناك عدد من الأمثلة عن الطرق التي يجرى فيها قياس العناصر بغرض قياس المتغيرات المُحدَّدة في منهج الفعل العقلاني.
- السلوك: (من ناحية: الهدف والفعل والسياق والوقت) مثلًا: «أنا (يافع) دائمًا أستخدم الواقي الذكري عندما أمارس الجنس، على الأقل في سنوات مراهقتي» صح أو خطأ.
- النية: مثلًا:«أنا أميل إلى (سلوك)».
- الموقف: مثلًا: «فعلي (سلوك) سيكون» جيدًا أو سيئًا (وسيليًّا)، ممتعًا أو مزعجًا (تجريبيًّا).
- المعايير المُدرَكة: مثلًا: «معظم الناس المهمين بالنسبة لي يعتقدون أنه عليَّ (سلوك)» أوافق أو لا أوافق (تحذيري)، «معظم الناس يريدون أن أقوم بـ(سلوك)» مرجح أو غير مرجح (وصفي).
- التحكم السلوكي المُدرَك: مثلًا: «أن واثق من أنني قادر على القيام بـ(سلوك)» صح أو خطأ (السعة)، «قيامي بـ(سلوك) هو أمر يعود لي» أوافق أو لا أوافق (الاستقلالية).

### القياس غير المباشر
في كتابهم الذي صدر عام 2010، يعطي فيشباين وإجزين أمثلة مفصلة على القياس غير المباشر في الملحق صفحة 44 – 463.